# قبة كبود
قبة كبود (بالفارسية: گنبد کبود) هي قبة تاريخية تعود إلى الدولة السلجوقية، وتقع في مراغة.